# فیلم‌شناسی الیزابت تیلور
الیزابت تیلور (انگلیسی: Elizabeth Taylor) از سال ۱۹۴۲ تا ۲۰۰۳ در تعدادی فیلم سینمایی و نمایش تلویزیونی نقش‌آفرینی کرد.

## فیلم‌شناسی
| سال             | عنوان                           | نقش                                      | توضیحات |  |
| --------------- | ------------------------------- | ---------------------------------------- | --- |  |
| ۱۹۴۲            | هر دقیقه یک نفر به دنیا می‌آید   | گلوریا تواین                             | |  |
| ۱۹۴۳            | لسی به خانه بر می‌گردد           | پریسیلا                                  | |  |
| ۱۹۴۴            | جین ایر                         | هلن برنز                                 | نامش در عنوان بندی نیامد |  |
| ۱۹۴۴            | صخره‌های سفید دوور               | بتسی کنی در سن ۱۰ سالگی                  | نامش در عنوان بندی نیامد |  |
| ۱۹۴۴            | ولوت ملی                        | ولوت براون                               | |  |
| ۱۹۴۶            | شجاعت لسی                       | کاترین Eleanor Merrick                   | |  |
| ۱۹۴۷            | زندگی با پدر                    | مری اسکینر                               | |  |
| ۱۹۴۷            | سینتیا                          | سینتیا بیشاپ                             | |  |
| ۱۹۴۸            | قراری با جودی                   | کارول پرینگل                             | |  |
| ۱۹۴۸            | کارهای ناشایست جولیا            | سوزان پکت                                | |  |
| ۱۹۴۹            | زنان کوچک                       | ایمی                                     | |  |
| ۱۹۴۹            | خیانتکار                        | ملیندا گریتن                             | |  |
| ۱۹۵۰            | خماری زیاد                      | مری بلنی                                 | |  |
| ۱۹۵۰            | پدر عروس                        | کاترین 'کِی' بنکس                         | |  |
| ۱۹۵۱            | سود کم پدر                      | کِی دانستن                                | |  |
| ۱۹۵۱            | مکانی در آفتاب                  | آنجلا ویکرز                              | |  |
| ۱۹۵۱            | کجا می‌روی                       | کریستین زندانی در Arena                  | نامش در عنوان‌بندی نیامد |  |
| ۱۹۵۱            | کالاوی از آن‌طرف رفت             | به جای خودش                              | حضور افتخاری بدون ذکر نام در عنوان‌بندی |  |
| ۱۹۵۲            | عشق همیشه بهتر است              | آناستژیا "استیسی" Macaboy                | |  |
| ۱۹۵۲            | آیوانهو                         | ربه‌کا                                    | |  |
| ۱۹۵۳            | دختری که همه‌چیز داشته‌است        | جین لاتیمر                               | |  |
| ۱۹۵۴            | راپسودی                         | لوئیز دورنت                              | |  |
| ۱۹۵۴            | راه‌پیمایی فیل‌ها                 | روث وایلی                                | |  |
| ۱۹۵۴            | باو برومل                       | لیدی پاتریشا Belham                      | |  |
| ۱۹۵۴            | آخرین باری که پاریس را دیدم     | هلن الزورث/ویلیس                         | |  |
| ۱۹۵۶            | غول                             | لزلی Lynnton بندیکت                      | Golden Globe Award for Special Achievement |  |
| ۱۹۵۷            | شهرستان رینتری                  | سوزانا دریک                              | Laurel Award for Top Female Dramatic Performance نامزد—جایزه اسکار بهترین بازیگر نقش اول زن |  |
| ۱۹۵۸            | گربه روی شیروانی داغ            | مگی 'کّت' Pollit                          | Laurel Award for Top Female Dramatic Performance نامزد—جایزه اسکار بهترین بازیگر نقش اول زن نامزد—جایزه بفتای بهترین بازیگر نقش اول زن |  |
| ۱۹۵۹            | ناگهان تابستان گذشته            | کاترین هالی                              | David di Donatello Golden Plate Award جایزه گلدن گلوب بهترین بازیگر زن فیلم درام Laurel Award for Top Female Dramatic Performance نامزد—جایزه اسکار بهترین بازیگر نقش اول زن نامزد—Bambi Award for Best International Actress |  |
| ۱۹۶۰            | بوی مرموز                       | The Woman of Mystery                     | نامش در عنوان بندی نیامد؛ Cameo appearance |  |
| ۱۹۶۰            | باترفیلد ۸                      | گلوریا Wandrous                          | جایزه اسکار بهترین بازیگر نقش اول زن Laurel Award for Top Female Dramatic Performance (مقام دوم) نامزد—جایزه گلدن گلوب بهترین بازیگر زن فیلم درام نامزد—Bambi Award for Best International Actress |  |
| ۱۹۶۳            | کلئوپاترا                       | کلئوپاترا                                | |  |
| ۱۹۶۳            | آدم‌های خیلی مهم                 | فرانسیس Andros                           | |  |
| ۱۹۶۵            | مرغ دریایی (فیلم ۱۹۶۵)          | لورا Reynolds                            | Laurel Award for Top Female Dramatic Performance (مقام سوم) |  |
| ۱۹۶۶            | چه کسی از ویرجینیا وولف می‌ترسد؟ | مارتا                                    | جایزه اسکار بهترین بازیگر نقش اول زن جایزه بفتای بهترین بازیگر نقش اول زن Bambi Award for Best International Actress Kansas City Film Critics Circle Award for Best Actress Laurel Award for Top Female Dramatic Performance National Board of Review Award for Best Actress جایزه حلقه منتقدان فیلم نیویورک برای بهترین بازیگر نقش اول زن (tied به همراه لین ردگریو بخاطر جورجی دختر) نامزد—جایزه گلدن گلوب بهترین بازیگر زن فیلم درام |  |
| ۱۹۶۷            | رام کردن زن سرکش                | کاتارینا                                 | همچنین تهیه‌کننده (نامش در عنوان بندی نیامد) David di Donatello Award for Best Foreign Actress (tied به همراه جولی کریستی بخاطر دکتر ژیواگو) نامزد—جایزه بفتای بهترین بازیگر نقش اول زن |  |
| ۱۹۶۷            | دکتر فاستوس                     | هلن                                      | |  |
| ۱۹۶۷            | انعکاس در چشمان طلایی           | لیونورا پِندِرتن                           | |  |
| ۱۹۶۷            | کمدین‌ها                         | مارتا پینِدا                              | |  |
| ۱۹۶۸            | بوم!                            | فلورا 'سیسی' Goforth                     | |  |
| ۱۹۶۸            | مراسم محرمانه                   | لنورا                                    | |  |
| ۱۹۶۹            | یک هزار روز از آن               | Masked لیدی در دادگاه                    | نامش در عنوان بندی نیامد |  |
| ۱۹۷۰            | تنها بازی در شهر                | فرن واکر                                 | |  |
| ۱۹۷۲            | زی و شرکا                       | Zee Blakely                              | David di Donatello Award for Best Foreign Actress |  |
| ۱۹۷۲            | همرسمیت بیرون است               | Jimmie جین Jackson                       | خرس نقره‌ای برای بهترین بازیگر زن |  |
| ۱۹۷۲            | ۱۹۷۳                            | طلاق مرد، طلاق زن                        | جین رینولدز |  |
| نگهبان شب       | ۱۹۷۳                            | الن ویلر                                 | |  |
| چهارشنبه خاکستر | ۱۹۷۳                            | باربارا Sawyer                           | نامزد—جایزه گلدن گلوب بهترین بازیگر زن فیلم درام |  |
| ۱۹۷۴            | صندلی راننده                    | لیسا                                     | |  |
| ۱۹۷۶            | پرنده آبی                       | Queen of Light مادر جادوگر Maternal Love | |  |
| ۱۹۷۶            | پیروزی در انتبه                 | Edra Vilonfsky                           | |  |
| ۱۹۷۷            | موسیقی شب کوتاه                 | Desiree Armfeldt                         | |  |
| ۱۹۷۸            | Hallmark Hall of Fame           | دکتر امیلیLoomis                         | مجموعه تلویزیونی اپیزود: "Return Engagement" |  |
| ۱۹۷۹            | کشته‌های زمستان                  | Lola Comante                             | نامش در عنوان بندی نیامد؛ Cameo appearance |  |
| ۱۹۸۰            | آینه ترک برداشته                | مارینا راد                               | |  |
| ۱۹۸۱            | بیمارستان عمومی                 | Helena Cassadine                         | اپیزود: ۱۶ نوامبر ۱۹۸۱ اپیزود: ۱۷ نوامبر ۱۹۸۱ اپیزود: ۱۹ نوامبر ۱۹۸۱ |  |
| ۱۹۸۳            | در میان دوستان                  | Deborah Shapiro                          | نامزد—Cable ACE Award for Best Actress in a Dramatic or Theatrical Program |  |
| ۱۹۸۴            | هتل                             | کاترین Cole                              | اپیزود: "Intimate Strangers" |  |
| ۱۹۸۵            | ملیس در سرزمین عجایب            | لوئلا پارسونز                            | |  |
| ۱۹۸۵            | شمال و جنوب                     | مادام Conti                              | ۶ اپیزود |  |
| ۱۹۸۶            | There Must Be a Pony            | Marguerite Sydney                        | |  |
| ۱۹۸۷            | پوکر آلیس                       | آلیس Moffit                              | |  |
| ۱۹۸۸            | توسکانینی جوان                  | Nadina Bulichoff                         | |  |
| ۱۹۸۹            | پرنده شیرین جوانی               | Alexandra Del Lago                       | فیلم تلویزیونی |  |
| ۱۹۹۲            | کاپیتان پلنت و پلنتریز          | خانم Andrews                             | اپیزود: "A Formula for Hate" |  |
| ۱۹۹۲–۱۹۹۳       | سیمپسون‌ها                       | مگی سیمپسون به جای خودش                  | اپیزود: "Lisa's First Word" اپیزود: "Krusty Gets Kancelled" |  |
| ۱۹۹۴            | عصر حجری‌ها                      | Pearl Slaghoople                         | نامزد—Razzie Award for Worst Supporting Actress; her last theatrical film |  |
| ۱۹۹۶            | مورفی براون                     | به جای خودش                              | اپیزود: "Trick or Retreat" |  |
| ۱۹۹۶            | نانی                            | به جای خودش                              | اپیزود: "Where's the Pearls?" |  |
| ۲۰۰۱            | خدا، شیطان و باب                | سارا                                     | اپیزود: "God's Girlfriend" |  |
| ۲۰۰۱            | این زنان پیر                    | Beryl Mason                              | آخرین نقش سینمایی وی در فیلم تلویزیونی |  |

## دیگر حضورها
Other appearances have included: Elizabeth Taylor in London in 1963, Around the World of Mike Todd in 1968, plus interviews به همراه دیوید فراست (مجری), باربارا Walters, Phil Donahue و لری کینگ, various profiles of مایکل جکسون, کنسرت بزرگداشت فردی مرکوری و Elizabeth Taylor: England's Other Elizabeth in 2000.
Her General Hospital cameo appearance coincided with the wedding of Luke and لورا.